# Videbock
Videbock (Lamia textor) är en skalbagge i familjen långhorningar, och den enda arten i släktet Lamia. Den är 1,5 till 3 centimeter lång och både dess antenner och dess ben är relativt kraftiga.